# Nitemare 3D
Nitemare 3D è uno sparatutto in prima persona a tema Survival horror prodotto da David P. Gray, autore anche della trilogia di avventure grafiche di Hugo's House of Horrors, di cui il gioco riprende i caratteri principali (perciò è anche conosciuto come Hugo 4).
Il gioco sfrutta un motore grafico misto che, similmente a quello di Wolfenstein 3D prevede muri tutti ad angolo retto, senza texture sui pavimenti e sui soffitti e nessuna variazione di altezza. Similmente a quello di Catacomb 3D e Catacomb Fantasy Trilogy, vi sono poi muri instabili che esplodono se colpiti e la salute viene indicata sia tramite un valore percentuale, sia tramite il viso del protagonista che diventa un teschio mano a mano che viene colpito.
Una caratteristica del gioco è la sua sottile vena umoristica, volta a parodiare il genere survival horror e che si traduce con situazioni particolarmente surreali (come il dover accendere una radio per far ballare i mostri rendendoli così inoffensivi) e con la presenza di buffi personaggi (come streghe in bigodini e vestaglia, goffi scagnozzi, ecc.). Inoltre, il gioco è totalmente incruento e questo lo rende adatto a un pubblico di tutte le età.

## Trama
La storia del gioco è organizzata in 3 episodi, ognuno composto da 10 livelli (inclusi eventuali livelli facoltativi).
Il Dr.Hamerstein, un folle scienziato, ha rapito la fidanzata del protagonista Hugo, Penelope, per sfruttarla come cavia da laboratorio. Hugo quindi dovrà salvarla avventurandosi prima nella casa dello scienziato (Episodio 1) alla ricerca di un mistico specchio che lo condurrà "Dall'altra parte", in seguito in un complesso sotterraneo pieno di laboratori segreti (Episodio 2) e successivamente in una dimensione infernale, per poi affrontare il malvagio dottore (Episodio 3).
Tuttavia, il compito di Hugo non sarà facile perché dovrà affrontare scheletri, mummie, Frankenstein e tutti i mostri tipici di un horror stile anni '50.

## Modalità di gioco
Per completare i livelli è necessario soddisfare 3 obiettivi:
- Trovare tutte le chiavi colorate in esso nascoste, indispensabili per accedere ad aree bloccate (ce ne sono fino a 4 per ogni livello: rossa, blu, gialla e verde);
- Trovare tutte le ID Card (ce ne sono fino a 2 per ogni livello: rossa e gialla);
- Trovare la cabina di teletrasporto da aprire con una delle ID Card ed attivarla;

NOTA: A partire dal secondo episodio l'ID Card non necessaria per la cabina di teletrasporto serve per usare gli ascensori e le console.
Un'innovazione rispetto a Wolfenstein 3D è la presenza di enigmi nei livelli, di difficoltà crescente, che vanno dallo spingere casse per liberare passaggi a scoprire le combinazioni di casseforti che contengono vari oggetti.

### Armi
Si possono utilizzare quattro tipi di armi:
- Plasma gun: L'arma di base, si limita a sparare sfere rosse di plasma contro i nemici. Può essere ricaricata raccogliendo le capsule di energia;
- Bacchetta magica: Una bacchetta che lancia una raffica di incantesimi quando utilizzata. Necessita di libri magici per essere utilizzata;
- Revolver: Un revolver caricato con proiettili d'argento;
- Rapid plasma gun: Una versione potenziata della Plasma Gun che spara sfere di plasma in rapida successione se si tiene premuto il tasto di fuoco.

Nel gioco un'arma non vale l'altra come nella maggior parte degli sparatutto: infatti le varie tipologie di nemici sono vulnerabili in misura variabile alle diverse armi. Per fare un esempio, la bacchetta è letale sulle streghe e sugli scheletri, mentre sui robot non ha alcun effetto. Capire contro chi usare una determinata arma spesso è la chiave per sopravvivere.

### Potenziamenti
- Pozioni: Ricaricano la salute del personaggio. In particolare le pozioni blu ridanno il 10% e quelle rosse il 20%;
- Occhi magici: Servono per attivare la mappa dei muri che mostra la planimetria del livello attuale;
- Sfere di cristallo: Servono per attivare la mappa dei nemici che mostra l'ubicazione di qualsiasi nemico nel livello, in modo da evitare brutte sorprese;
- Pentagrammi colorati: Sono nascosti nei bauli, e ciascuno di essi ha un effetto che dipende dal suo colore. Il pentagramma rosso rigenera totalmente la salute, quello verde porta al massimo tutte le munizioni, quello blu offre piena potenza alla mappa dei muri e quello giallo offre piena potenza alla mappa dei nemici.

## Nitemare per Windows
Di Nitemare 3D è stata pubblicata anche una versione per Windows 3.1, caratterizzata da sprite migliorati e conversione della musica in formato MIDI per una migliore qualità. Inoltre, la versione per Windows implicava anche l'utilizzo del mouse, anche se non per muovere il personaggio, per altre funzioni quali scelta veloce dell'arma (cliccando sugli appositi pulsanti), attivazione di mappa dei muri e dei nemici, salvataggio e caricamento.
Inoltre era possibile decidere se giocare in finestra o a tutto schermo, aumentando in tal modo la qualità dell'immagine (per attivare la modalità a tutto schermo su versioni avanzate di Windows era necessario impostare il numero di colori a 256).